# قصعين جزائري
قصعين جزائري (الاسم العلمي: Salvia algeriensis) هو نوع نباتي ينمو في شمال غرب الجزائر على ارتفاع 600 متر يتبع جنس القصعين من فصيلة الشفوية.